# Miklós Kásler
Dans le nom hongrois Kásler Miklós, le nom de famille précède le prénom, mais cet article utilise l’ordre habituel en français Miklós Kásler, où le prénom précède le nom.
Miklós Kásler, né le 1er mars 1950 à Budapest, est un homme politique hongrois, membre du Fidesz et ministre des Ressources humaines de 2018 à 2022.